# Carlos Isagani Zarate
Carlos Isagani Tabora Zarate, detto Kaloi (General Santos, 14 maggio 1967), è un politico e attivista filippino.

## Biografia
Nativo di General Santos, studia contabilità alla Notre Dame of Dadiangas University e poi giurisprudenza presso l'Università Ateneo de Davao.
Dopo aver ottenuto l’abilitazione all’esercizio della professione di avvocato nel 1995, presta assistenza legale a diversi attivisti di ispirazione comunista, anarchica e socialista libertaria che nei decenni precedenti si erano opposti alla legge marziale nelle Filippine e al governo di Marcos. Poco tempo dopo aderisce al Bayan Muna, partito politico di sinistra fondato dall'ex giornalista Ocampo, continuando comunque l'attività di avvocato. A partire dai primi anni duemila Bayan Muna ottiene un discreto successo in politica tanto da riuscire a entrare nel Congresso delle Filippine come lista elettorale, sopperendo all'assenza in Parlamento del Partito Comunista filippino (dichiarato fuorilegge dal governo di Manila e bandito da qualsiasi attività politica).
Alle elezioni parlamentari del 2013 si candida con successo alla Camera dei rappresentanti proprio per la lista di Bayan Muna, sostituendo de facto il presidente di partito Casiño (deputato tra il 2004 e il 2013). Durante il primo biennio di Duterte – sindaco di Davao ed ex studente di Sison, eletto con ampio margine nel 2016 come simpatizzante di sinistra – Zarate e gli altri esponenti di Makabayan (che include oltre a Bayan Muna le liste ACT Teachers, Gabriela e Kabataan) sostengono pubblicamente il neo Presidente di Mindanao. Il rapporto di stima reciproca va ad incrinarsi a partire dal 2017, con l'interruzione delle trattative di pace con i gruppi ribelli comunisti e la dichiarazione di guerra totale nei loro confronti. L'alleanza con Duterte si deteriora irrimediabilmente sul finire dell'anno e nel 2018 l'intera coalizione Makabayan passa ufficialmente all'opposizione assieme ai politici del Partito Liberale, dopo che Duterte aveva rimosso dal gabinetto presidenziale tutti i segretari di sinistra come risposta ai continui attacchi del Nuovo Esercito Popolare nei confronti delle truppe di governo. Nel corso degli anni successivi Zarate è tra i principali critici di Duterte al Congresso, soprattutto in tema di diritti umani: la coalizione Makabayan stessa, i cui membri sono bollati come comunisti dal governo, sarà definita più volte dal Presidente come una «scappatoia legale del Partito comunista filippino».
Nel maggio 2020 è tra i deputati che si oppongono all'ordine di chiusura della ABS-CBN, tre le più  importanti emittenti televisive del Paese, da parte della Commissione sulle telecomunicazioni. Il 10 luglio seguente, al termine di una serie di inchieste presso il Senato, una commissione speciale della Camera (composta prevalentemente da alleati di Duterte), annuncia ufficialmente la decisione di negare ad ABS-CBN il rinnovo della licenza per le trasmissioni con 70 voti favorevoli e 11 contrari. La rete, di proprietà della famiglia López di Iloilo, era stata d'altro canto indicata dalla task force governativa come un mezzo propagandistico della sinistra.

## Controversie
Membro della coalizione di sinistra Makabayan, a sua volta affiliata al Partito Comunista filippino (in inglese Communist Party of the Philippines o CPP) e al Nuovo Esercito Popolare (New People's Army o NPA), Zarate ha da sempre negato qualsiasi suo coinvolgimento nelle attività dei suddetti gruppi di estrema sinistra. L'NPA stesso è considerato un'organizzazione terroristica dal Governo filippino, statunitense e dall'Unione europea.
Durante la sua permanenza al Congresso, è stato accusato dal governo filippino di utilizzare i "tributi rivoluzionari" – somme di denaro che il Nuovo Esercito Popolare riscuote regolarmente su tutto il territorio filippino – per finanziare gli studi del figlio Xandro presso l'Università cattolica Giovanni Paolo II di Lublino. Zarate, definito in merito alla controversia «un ipocrita e maiale sciovinista» dal Presidente Duterte, si è difeso affermando che l'istruzione del figlio era finanziata dalla sua attività di avvocato e dal contributo di altri membri della famiglia.